# 劉華清
劉 華清（りゅう かせい、リュウ・フアチン、1916年10月15日 - 2011年1月14日）は、中華人民共和国の軍人。最終階級は上将。
中国人民解放軍海軍第3代司令員（司令官）、第14期中国共産党中央政治局常務委員、党中央軍事委員会副主席、国家中央軍事委員会副主席などを務めた。第一列島線・第二列島線からなる近海防御戦略や外洋進出、人民解放軍海軍の航空母艦保有を提唱するなど、「中国近代海軍の父」と称されている。

## 経歴
1929年10月、中国共産主義青年団に加入。翌年12月、中国工農紅軍に入隊。1935年10月、中国共産党へ入党。
国共内戦期では第2野戦軍に所属。第2野戦軍の政治委員は鄧小平であり、劉華清は第2野戦軍第3兵団第11軍政治部主任として、鄧小平の隷下にあった。
中華人民共和国建国後は海軍に所属する。1954年、ソ連・レニングラードのヴォロシーロフ名称海軍アカデミーに留学してセルゲイ・ゴルシコフに師事し、海軍指揮を専攻。留学中の1955年、海軍少将の階級を授与される。1958年以降、海軍旅順基地第一副司令員兼参謀長、北海艦隊副司令員兼旅順基地司令員、国防部第七研究院院長などを歴任。1965年、第六機械工業部副部長兼党委員会常務委員に任命される。国防部第七研究院院長は引き続き兼任。1966年以降、国防科学委員会副主任、海軍副参謀長を歴任する。1975年以降、中国科学院の党組核心領導小組構成員となる。国防科学委員会副主任は引き続き兼任した。
1979年、海軍参謀長助理・副参謀長となる。1982年8月、海軍司令員兼海軍党委副書記に就任。同年9月、共産党第12回全国代表大会で党中央委員に選出。この年、劉華清は鄧小平の命を受けて第一列島線を提起した。劉華清は師のゴルシコフと同様に海軍の近代化を推進し、中国海軍には航空母艦が必要であると一貫して提唱した。1985年9月、中央委員を引退し党中央顧問委員会委員となる。1987年11月、党中央軍事委員会委員となり、中央軍事委員会副秘書長に就任。1988年1月、海軍司令員を退任し、同年4月9日には第7期全国人民代表大会第1回会議において中華人民共和国中央軍事委員会委員に選出。同年9月、上将の階級を授与される。
1989年11月の第13期5中全会で江沢民が党中央軍事委員会主席に就任した。鄧小平は、六四天安門事件で軍への影響力を強めた楊兄弟（楊尚昆、楊白冰）を牽制し、軍における江沢民の後見役とするため、中央顧問委員会入りして軍を半ば引退しており、「野心のない人望家」であった劉華清を党中央軍事委員会副主席に任命した。
また1989年の六四天安門事件では、劉華清は戒厳令部隊の総指揮として、副指揮の遅浩田上将と参戦。
1990年4月4日、第7期全人代第3回会議において国家中央軍事委員会副主席に昇格。1992年10月19日、第14期1中全会で楊兄弟が軍から追放される一方、劉華清は党中央政治局常務委員に抜擢され、党中央軍事委員会副主席に再任された。過去には軍人（政治委員）出身者である鄧小平や周恩来らが政治局常務委員となったことはあったが、半ば引退していたとはいえ、軍人、しかも海軍司令員が政治局常務委員になるのは1990年代以降では他にいない。翌1993年3月28日、第8期全人代第1回会議において国家中央軍事委員会副主席に再選。
1997年の第15回党大会で党政治局常務委員兼中央軍事委員会副主席を退任。翌1998年3月の第9期全人代第1回会議において国家中央軍事委員会副主席も退任し、引退した。
1999年にロシア連邦から中露関係の強化に貢献したとして友好勲章を授与された。
2011年1月14日、病気のため北京市内で死去した。94歳没。劉華清の死の翌年、中国海軍は初の空母として「遼寧」（旧アドミラル・クズネツォフ級航空母艦「ヴァリャーグ」）を就役させている。

## 勲章
- 八一勲章 二級（1955年）
- 独立自由勲章（英語版） 二級
- 解放勲章（英語版） 一級
- 国旗勲章 一級（朝鮮民主主義人民共和国、1989年）
- 友好勲章（ロシア語版）（ロシア、1999年）

出典：

## 外部サイト
- 劉華清略歴（中国語）

| 先代葉飛(zh) | 海軍司令員1982年 - 1988年 | 次代張連忠(zh) |